# Bailangu Timur
Bailangu Timur is een bestuurslaag in het regentschap Musi Banyuasin van de provincie Zuid-Sumatra, Indonesië. Bailangu Timur telt 3820 inwoners (volkstelling 2010).